# Herrenau (Mühlhausen)
Herrenau ist ein Gemeindeteil der Gemeinde Mühlhausen im Landkreis Neumarkt in der Oberpfalz.

## Lage
Die Einöde Herrenau liegt östlich des Gemeindesitzes und östlich des Ludwig-Donau-Main-Kanals auf circa 400 m ü. NHN.

## Geschichte
Die Geschichte von Herrenau beginnt im Königreich Bayern des 19. Jahrhunderts. Um 1810 wurde der Steuerdistrikt Döllwang gebildet, dem Döllwang selber, Greißelbach, Wangen, Weihersdorf und Wappersdorf zugeordnet waren. Mit dem Gemeindeedikt von 1818 wurden zwei Ruralgemeinden gebildet, nämlich Döllwang und Wappersdorf. Die Gemeinde Wappersdorf umfasste zunächst die Dörfer Wappersdorf und Weihersdorf, 1885 zusätzlich die Einöde Herrenau. Im Historischen Atlas von Bayern ist vermerkt, dass Herrenau „vermutlich ein Neubau des 19. Jahrhunderts“ ist. Im amtlichen Ortsverzeichnis von 1875 ist sie noch nicht aufgeführt, jedoch in demjenigen, das die Volkszählung von 1885 berücksichtigt. So ist die Herrenau wahrscheinlich zwischen 1875 und 1885 entstanden. Von der Schleuse 28 des 1846 in Betrieb genommenen Ludwig-Donau-Main-Kanals ist sie etwa 100 m in südlicher Richtung entfernt.
Um 1937 bestand die Gemeinde Wappersdorf aus den fünf Orten Wappersdorf, Weihersdorf, Kanalschleuse 28, Kanalschleuse 29 und Herrenau; vor der Gebietsreform in Bayern kamen vier weitere Orte hinzu. Diese Gemeinde wurde im Zuge der Gebietsreform am 1. Januar 1974 nach Mühlhausen eingemeindet. Seitdem ist Herrenau, wo bis 1987 ein Wohnhaus stand und heute zwei Hausnummern vergeben sind, ein Gemeindeteil Mühlhausens.

### Einwohnerzahlen
- 1885: 3 (1 Wohngebäude)[6]
- 1900: 7 (1 Wohngebäude)[8]
- 1913: 7[9]
- 1925: 4[10]
- 1937: 4 (nur Protestanten)[11]
- 1950: 6 (1 Wohngebäude)[12]
- 1961: 2 (1 Wohngebäude)[7]
- 1970: 1[13]
- 1987: 4 (1 Wohngebäude, 1 Wohnung)[1]

## Verkehrsanbindung
In Mühlhausen zweigt von der Bundesstraße 229 in östlicher Richtung die Bahnhofstraße ab. Unmittelbar nach der Überquerung des „Ludwigskanals“ führt die nach Norden abzweigende Straße zu Herrenau.